# Karen Meakins
Karen Meakins (* 25. Juli 1972 in Luton, England) ist eine ehemalige barbadische Squashspielerin.

## Karriere
Karen Meakins erreichte ihre höchste Platzierung in der Weltrangliste mit Position 160 im Mai 2010. Von 2005 bis 2017 stand sie elfmal in Folge im Finale der Karibikmeisterschaft und sicherte sich 2010, 2014 und 2015 den Titel. Bei den Zentralamerika- und Karibikspielen gewann sie 2006 im Einzel die Silbermedaille sowie im Mixed und mit der Mannschaft Bronze. Eine weitere Bronzemedaille gewann sie nochmals 2014 im Mixed. Von 1999 bis 2015 wurde sie 15 Mal in Folge barbadische Landesmeisterin. 2009 wurde sie mit Shawn Simpson im Mixed Vizepanamerikameisterin.

## Erfolge
- Vizepanamerikameisterin im Mixed: 2009 (mit Shawn Simpson)
- Karibikmeisterin: 3 Titel (2010, 2014, 2015)
- Zentralamerika- und Karibikspiele: 1 × Silber (Einzel 2010), 3 × Bronze (Mannschaft 2006, Mixed 2006 und 2014)
- Barbadische Landesmeisterin: 15 Titel (1999–2015)